# Дранка

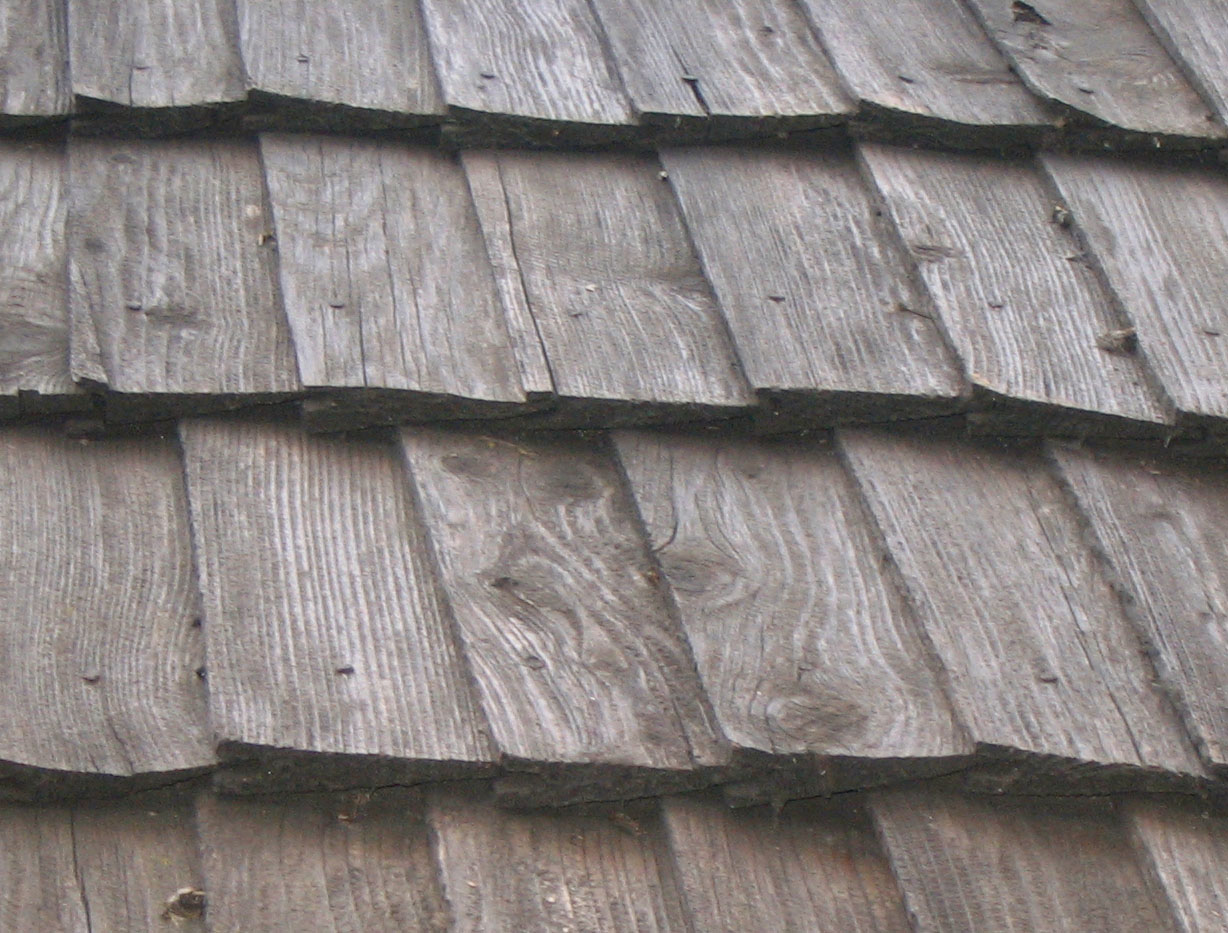
Внешний вид кровли из гонта

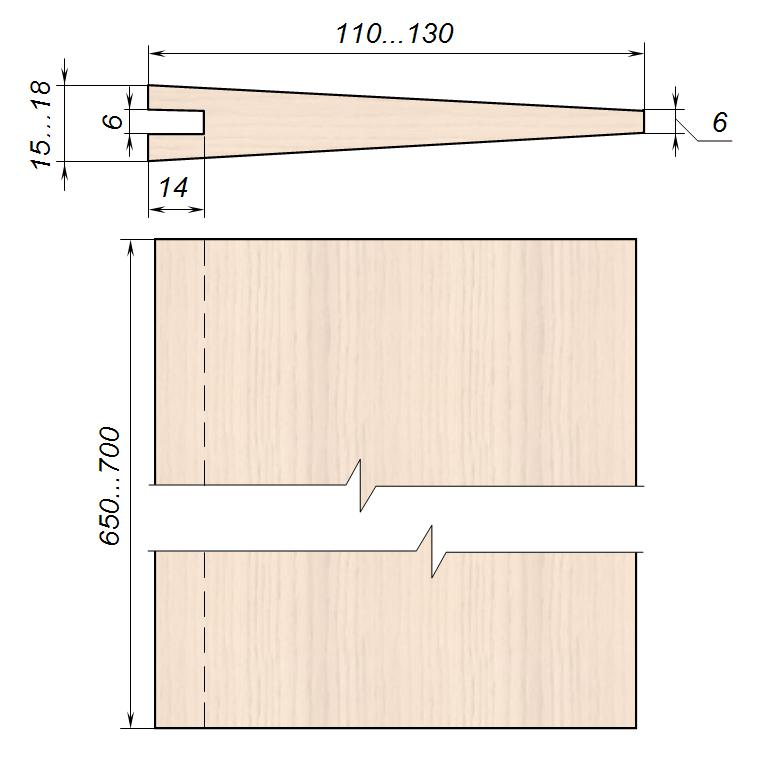
Размеры шпунтованной гонтины, мм

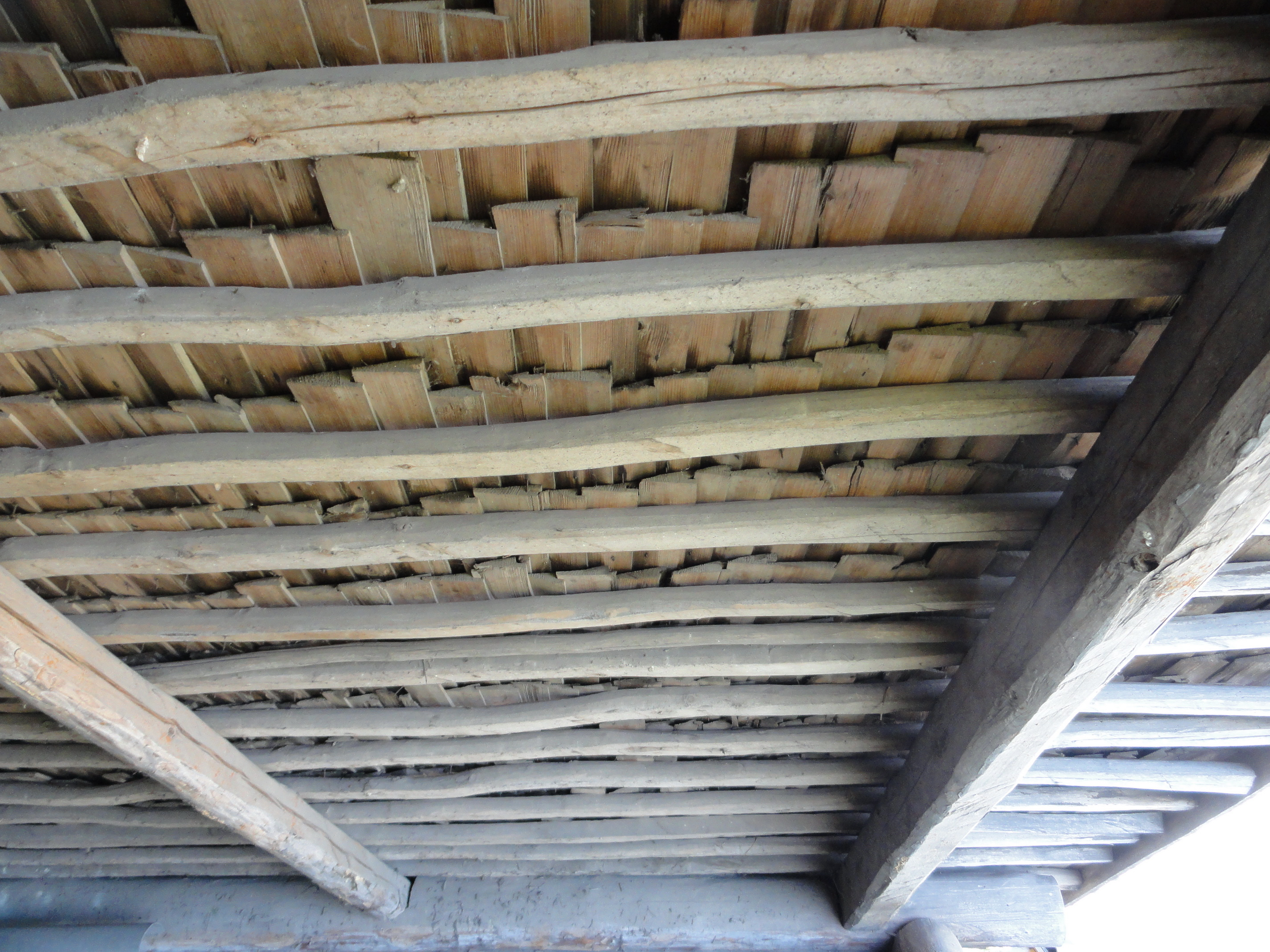
Кровля из гонта (с обратной стороны)

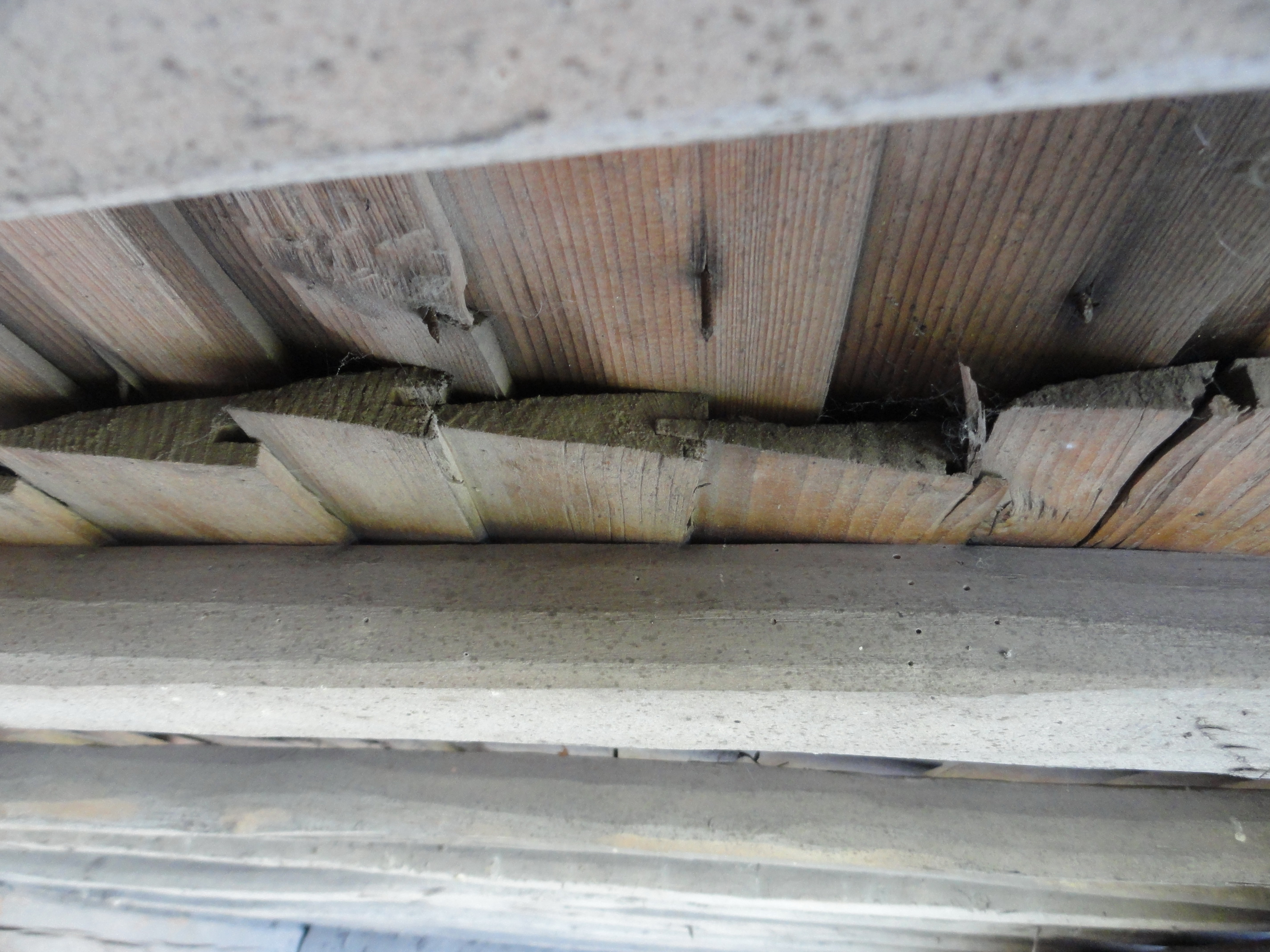
Установка гонтин в настильном ряду

Дранка, гонт (пол. Gont) или шиндель (нем. Schindel) — кровельный материал в виде пластин из древесины.

## Изготовление
Изготавливают из деревянных чурок. Производят гонт путём откалывания плашек от чурки при помощи специального «колуна» — колотый гонт, или пилением — пиленый гонт. Гонт может быть шпунтованный и нешпунтованный (дранка).
Шпунтованный гонт имеет клиновидное сечение (одна кромка толще, вторая тоньше). В широкой кромке простругивается паз, в который вставляется узкой кромкой соседняя гонтина при устройстве кровли.
Нешпунтованный гонт имеет прямоугольное или линзовидное сечение.
Тонкие гонтовые пластины (толщиной до 10 мм) прямоугольного сечения называются щепой.

## Сырьё
В качестве сырья чаще используется осина, лиственница, сосна, ель. Хвойные породы содержат большое количество смолы, которая является природным антисептиком и препятствует образованию гнилостных грибков и бактерий. Именно из-за низкого содержания смолы многие древесные породы не выдерживают солнечного и температурного воздействия. Растрескавшаяся древесина начинает гнить и разрушаться. С кровлей из лиственницы и сосны такого не происходит. Деревянная крыша из этих пород будет служить примерно в 2 раза дольше, чем кровля из других деревьев при использовании их без пропитки специальными антисептиками.

## Устройство кровли из гонта
Кровлю на жилых зданиях устраивают в три слоя (трёхслойная гонтовая кровля), для нежилых — в два слоя (двухслойная гонтовая кровля) по обрешётке из брусков сечением 5×5 см или отесанных на два канта жердей. Расстояние между осями обрешётин: для трёхслойной кровли — треть, для двухслойных — половина длины гонтины. Укладка гонтин производится от свеса к коньку и справа налево. Гонтины в каждом ряду заводятся узкими краями в пазы смежных гонтин и прибиваются вверху и внизу к обрешётке гвоздями 2×60.

## Преимущества
- Экологичность
- Доступность и дешевизна сырья
- Ремонтопригодность
- Долговечность (20—25 лет, с защитным покрытием до 40 лет)
- Относительно лёгкая кровля (15—18 кг/м²)

## Недостатки
- Лёгкая возгораемость
- Трудоёмкость изготовления гонта и устройства кровли из него
- Требует периодического обновления защитных покрытий